# Ataque iraní a Pakistán de 2024
El 16 de enero de 2024, la República Islámica de Irán lanzó ataques en Pakistán contra lo que describió como bases del grupo militante Jaish ul-AdlEl ataque ha matado a dos niños y herido a otros tres. El gobierno paquistaní condenó el ataque y lo calificó como una «violación no provocada» de su espacio aéreo, y ha advertido de que el incidente puede tener «serias consecuencias».

## Antecedentes
Desde 2004, la provincia de Sistán y Baluchistán, en el sureste de Irán, se ha visto envuelta en un conflicto con grupos separatistas baluchíes, incluido Jaish ul-Adl. El 15 de diciembre de 2023, un ataque de Jaish ul-Adl en la ciudad iraní de Rask dejó 11 policías muertos, según medios iraníes. Otro ataque del grupo en 2019 mató a 27 miembros del Cuerpos de la Guardia Revolucionaria Islámica de Irán (CGRI).
El ataque se produjo un día después de un ataque con misiles iraníes en Irak y Siria, supuestamente dirigido a grupos terroristas en respuesta a los atentados de Kerman de 2024. También ocurrió el mismo día en que el primer ministro interino de Pakistán, Anwaar ul Haq Kakar, y el ministro de Asuntos Exteriores iraní, Hossein Amir-Abdollahian, se reunían durante el Foro Económico Mundial en Davos, Suiza, y mientras las armadas iraní y paquistaní realizaban ejercicios conjuntos en el Golfo Pérsico.

## Ataque
La televisión estatal iraní dijo que los Cuerpos de la Guardia Revolucionaria Islámica habían utilizado misiles de precisión y ataques con drones para destruir dos bastiones de Jaish ul-Adl, en la provincia de Baluchistán, del suroeste de Pakistán. El ataque tuvo como objetivo casas en la aldea de Koh-e-Sabz en el distrito de Panjgur, sobre 50 kilómetros (31,1 mi) de la frontera entre Irán y Pakistán. Pakistán dijo que dos niños murieron en el ataque y otros cuatro resultaron heridos. También dijo que se lanzaron entre tres y cuatro drones en el área, alcanzando una mezquita, una casa y otros edificios.
Jaish ul-Adl afirmó que seis drones y cohetes atacaron las residencias de las familias de sus combatientes, matando a dos niños e hiriendo a tres mujeres, entre ellas una adolescente.

## Consecuencias
El día después del ataque, el coronel Hossein Ali Javadanfar de los Cuerpos de la Guardia Revolucionaria Islámica fue asesinado por un pistolero no identificado en la provincia iraní de Sistán y Baluchistán. Jaish ul-Adl se atribuyó la responsabilidad del ataque, según informes de los medios iraníes.

### Operación Marg Bar Sarmachar
El día 18 de enero de 2024, a las 4:05 de la mañana, las Fuerzas Armadas de Pakistán atacaron varias ubicaciones de grupos insurgentes dentro de Irán, dos días después de que Teherán bombardeara dos bases de un grupo terrorista situadas en suelo paquistaní, desencadenando una crisis diplomática.El Ministerio de Asuntos Exteriores de Pakistán confirmó los ataques, que según los medios iraníes tuvieron lugar alrededor de la ciudad de Saravan, en el sur del país. Pakistán aseguró que había actuado como respuesta a reportes de inteligencia creíble sobre inminentes actividades terroristas a gran escala.
Al menos nueve personas, entre ellas cuatro niños fallecieron por consecuencia de la respuesta militar de Pakistán. 

## Reacciones
- Irán: Según el ministro de Relaciones Exteriores de Irán, Hosein Amir Abdollahian, su país efectuó un bombardeo con «misiles y drones» en Pakistán con el objetivo de atacar a un «grupo terrorista iraní». «Ninguno de los ciudadanos del país amigo y hermano de Pakistán fue blanco de misiles y drones iraníes», afirmó desde el foro de Davos, en Suiza.[22]El Ministro de Defensa, Mohammad-Reza Gharaei Ashtiani, afirmó en un discurso televisado que «No nos importa desde dónde se amenaza a la República Islámica, tendremos una reacción proporcionada, decisiva y firme».[23][24][25]

- Pakistán: En un comunicado oficial el Ministerio de Exteriores de Pakistán ha anunciado que retira a su embajador de Teherán, y que no permitirá el regreso a Islamabad del embajador iraní, que al momento de los ataques se encontraba de visita en Irán. Además, se han suspendido las visitas de alto nivel entre ambos países.[26][4] Esta violación de la soberanía de Pakistán es completamente inaceptable y puede tener graves consecuencias, indicó el gobierno de Pakistán.[25][27]

### Reacción de otras naciones
- China: La portavoz del ministerio chino de Relaciones Exteriores, Mao Ning, indicó: «Llamamos a ambas partes a actuar con moderación, evitar acciones que lleven a una escalada de tensiones y trabajar juntos para mantener la paz y la estabilidad».[28]

- India: El Ministerio de Relaciones Exteriores defendió los ataques iraníes dentro del territorio paquistaní, afirmando que «entendemos las acciones que los países toman en su propia defensa».[29]

- Rusia: El Gobierno de Rusia ha mostrado su "alarma" por el repunte de las tensiones entre Irán y Pakistán y ha pedido a las partes «máxima contención», tras los recientes bombardeos ejecutados por ambos países contra sus territorios alegando que actúan contraataques «terroristas», iniciados por parte de Teherán y respondidos este mismo por Islamabad.[30][31]

- Estados Unidos: El Departamento de Estado condenó el ataque iraní y señaló que Irán había violado «las fronteras soberanas de tres de sus vecinos tan sólo en los últimos dos días».[32]

- Japón: El gobierno japonés pidió moderación.[33]

- Afganistán: Los talibanes calificaron los ataques en Pakistán e Irán de «alarmantes» y pidieron a ambas partes que actúen con moderación.[34]

- Turquía: El gobierno turco llamó a la calma y recomendó que las partes no intensifiquen más la situación y que la calma se restablezca lo antes posible.[33][35]

### Organizaciones Internacionales
- Naciones Unidas: El secretario general de la ONU, António Guterres, se ha mostrado este miércoles «profundamente preocupado» por los bombardeos iraníes contra supuestas bases del grupo terrorista suní Jaish al-Adl en la provincia de Baluchistán, en el suroeste de Pakistán.[36]

- Unión Europea: El bloque expresó su «máxima preocupación» por el ataque iraní y el ataque paquistaní del día siguiente, diciendo que «violan la soberanía y la integridad territorial de los países» y producen «un efecto desestabilizador en la región».[37][38]